# 亞納奧克薩山 (卡哈坦博區)
10°31′51″S 76°54′39″W / 10.53083°S 76.91083°W
亞納奧克薩山（Yana Uqsha），是秘魯的山峰，位於該國中南部利馬大區，由卡哈坦博省的卡哈坦博區負責管轄，屬於安地斯山脈的一部分，海拔高度4,800米。